# Semilagarta

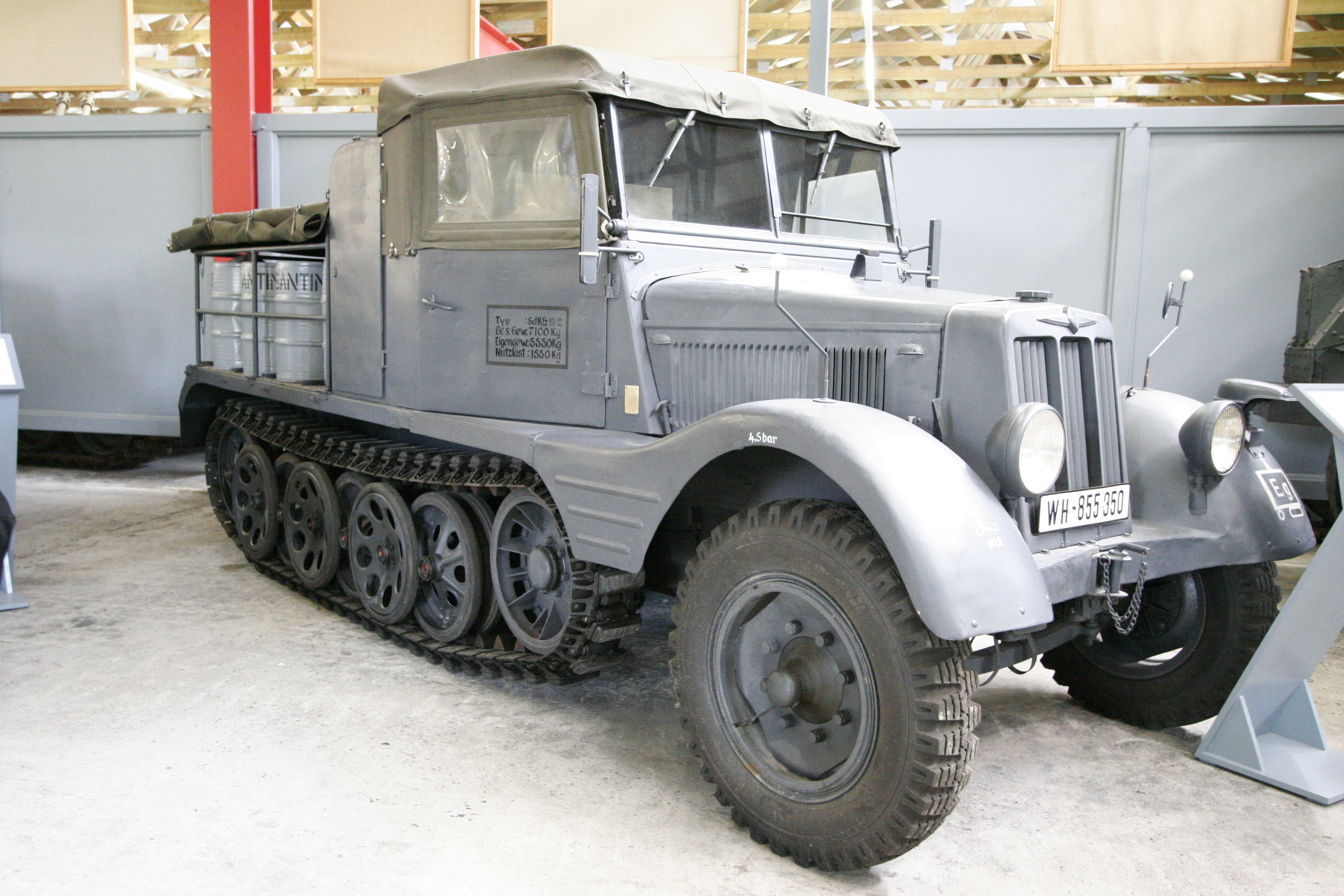
Semi-lagarta SdKfz11.

Um semilagarta (AO 1945: semi-lagarta) ou meia-lagarta é um veículo automóvel com rodas convencionais, instaladas à frente, para direção e com lagartas, instaladas atrás, para tração e para suporte da maioria da carga do veículo. O objetivo desta combinação é o de dar ao veículo a capacidade todo-o-terreno de um veículo de lagartas, associada à manobrabilidade de um veículo de rodas. 
A grande vantagem dos semi-lagartas sobre os veículos de rodas é o fato das suas lagartas reduzirem a pressão global do veículo sobre o solo, permitindo-lhe uma maior mobilidade sobre terrenos macios (como a lama e a neve). Em relação aos veículos de lagarta completa, uma importante vantagem dos semi-lagartas é o fato de não necessitarem dos complexos mecanismos de direção daqueles, dependendo apenas das rodas frontais para serem dirigidos, complementadas em alguns casos com freios nas lagartas, controlados pelas rodas de direção. Por outro lado, a condução de um semi-lagartas não obriga às habilitações especiais necessárias para os veículos a lagartas, podendo ser facilmente feita por uma pessoa apenas habilitada a conduzir um veículo de rodas.

## História

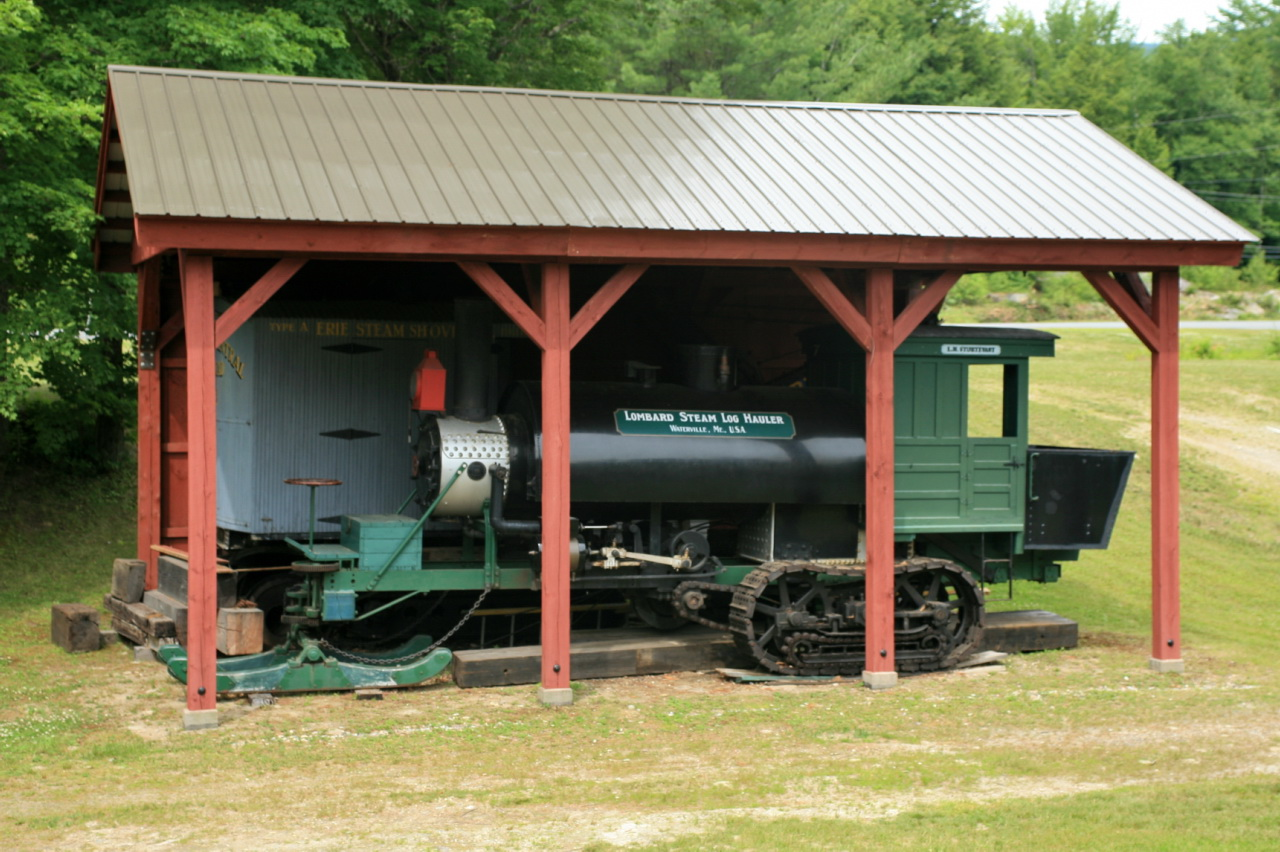
Transportador Steam Log Hauler de Lombard.

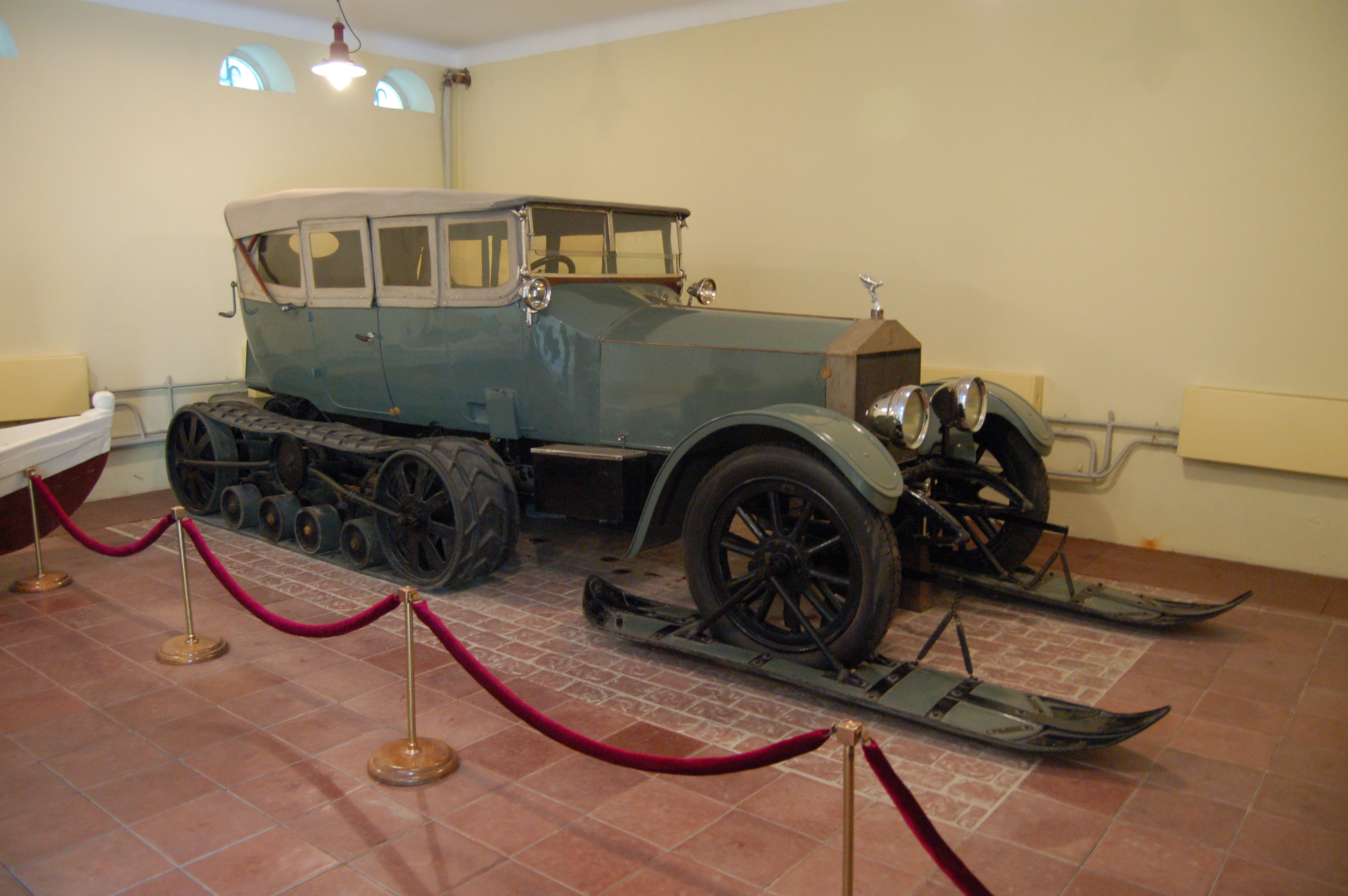
Automóvel Rolls-Royce com lagartas Kegrésse.

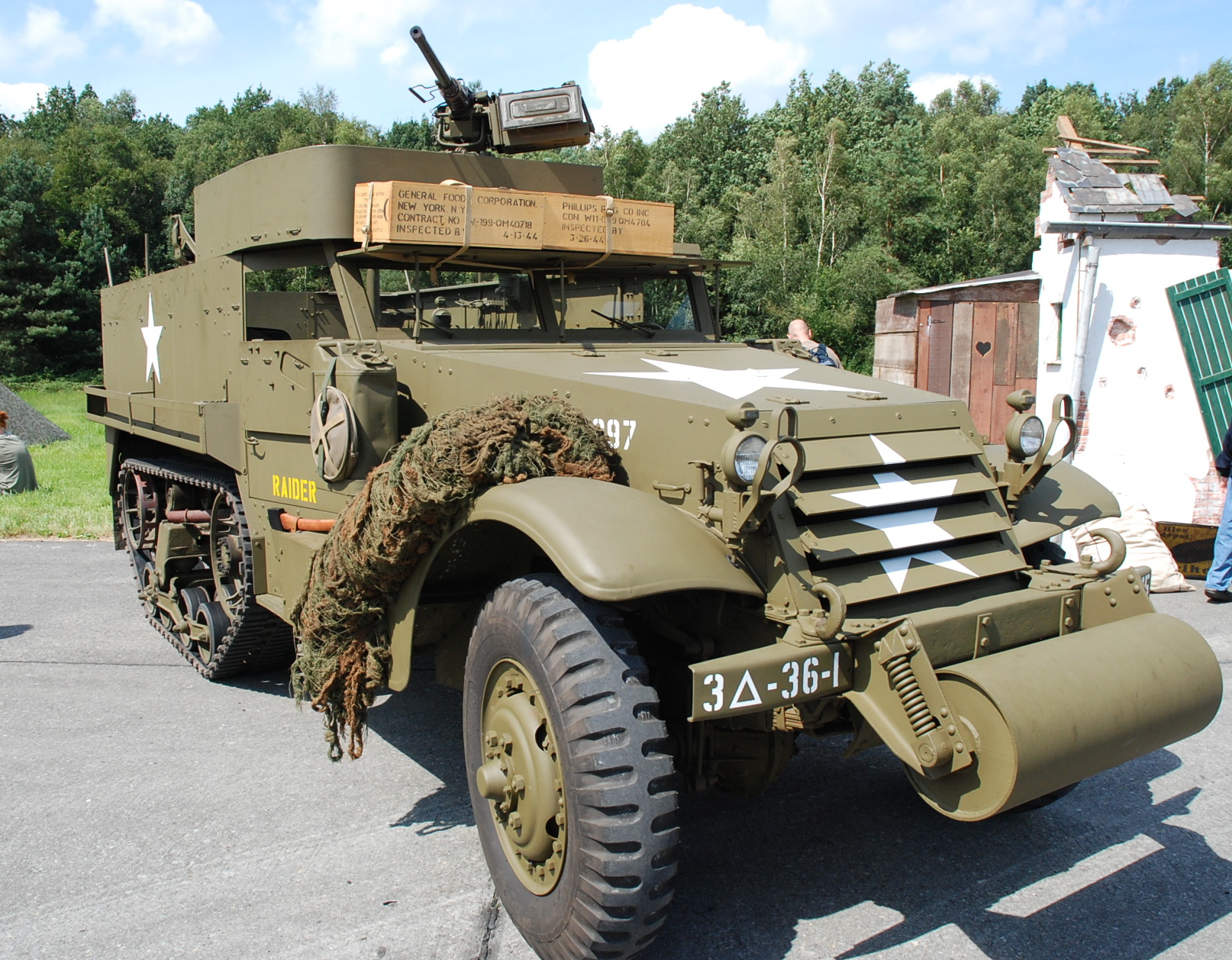
Semi-lagarta blindado estadunidense M3 Half-Track.

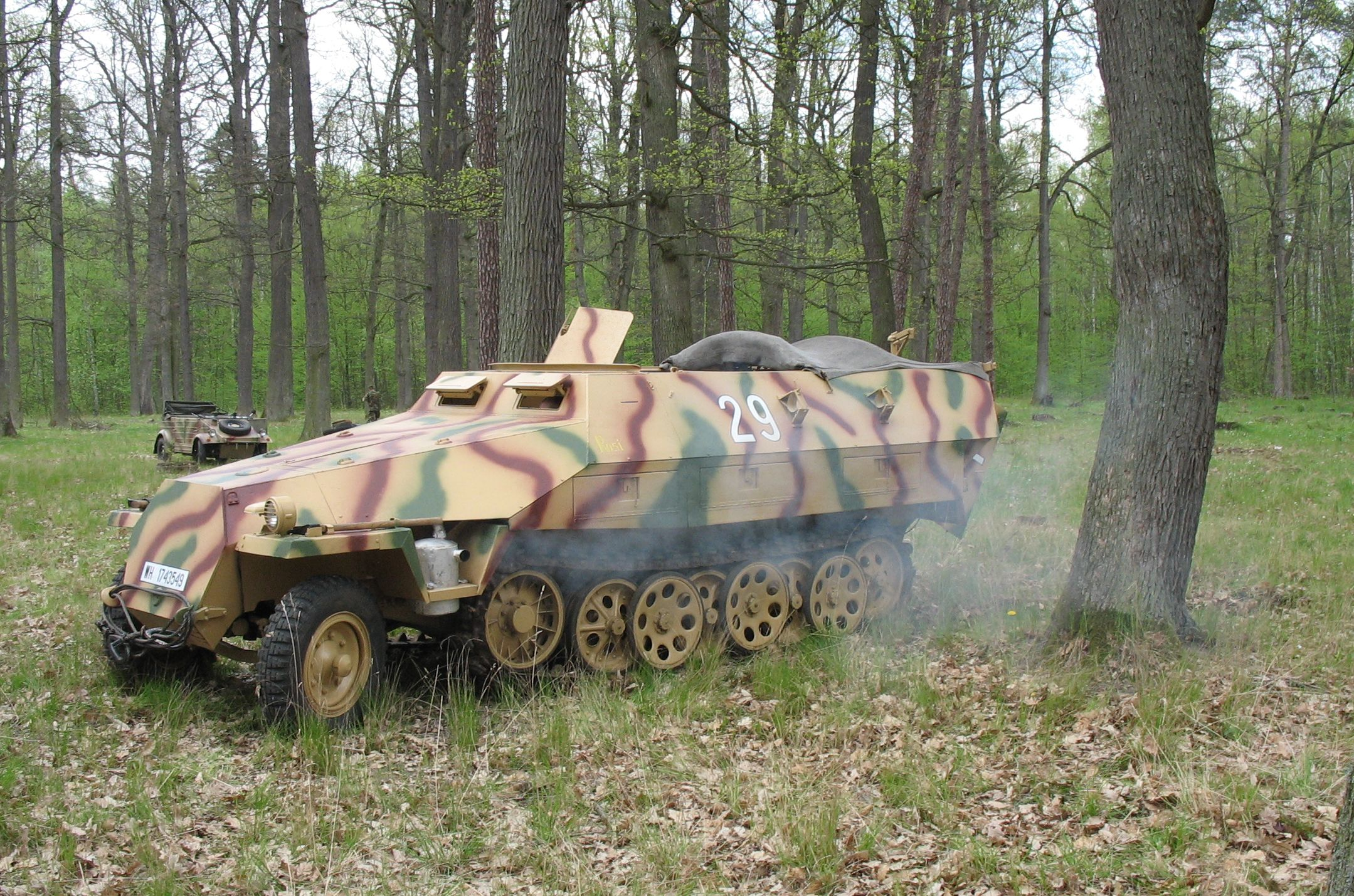
Semi-lagarta blindado SdKfz251.

### OSteam Log Haulerde Lombard
O conceito de semi-lagarta está já presente no Steam Log Hauler (transportador de toros a vapor), um dos primeiros veículos a utilizar lagartas, construído por Alvin Lombard, nas oficinas da Waterville Iron Works do Maine, EUA, entre 1899 e 1917. O Steam Log Hauler consistia numa espécie de locomotiva a vapor - destinada ao transporte para a indústria madeireira - que, em vez de circular sobre carris, se deslocava sobre rodas (ou esquis) instaladas à frente e sobre rastros movidos por correntes e instalados atrás.
Em 1916, o operador de circo Holman Harry Linn solicitou a Lombard a construção de um trator a motor, para percorrer as má estradas da época. Este engenho destinava-se a substituir os engenhos a gás e a vapor com seis rodas desenvolvidos pelo próprio Linn e dispunha de rodas à frente e de rastros atrás. Este engenho, foi substituído por um outro mais pequeno em 1917, que tinha duas rodas à frente, mas apenas um rastro atrás, projetado para poder atravéssar as pequenas pontes de madeira do interior rural.
Problemas de estabilidade, associados a uma disputa entre Linn e Lombard, levaram Linn a criar a Linn Manufacturing Company, para construir e colocar no mercado as suas máquinas do tipo semi-lagarta.
Entretanto, Benjamin Holt adquiriu o direito de construir veículos Lombard em 1903, iniciando a construção dos seus próprios projetos de tratores agrícolas sobre rastros. Holt registou o termo "caterpillar" (lagarta em inglês) como designação comercial dos seus rastros. Os tratores Holt dispunham de uma suspensão em triciclo, com uma roda à frente e duas lagartas atrás, devido a problemas com a direção das lagartas. Os tratores Holt foram adoptados pelos militares para uso como tratores de artilharia pesada. Durante a Primeira Guerra Mundial, a partir dos tratores Holt foram desenvolvidos os carros de combate tanque Mark I britânico, Schneider CA1 francês e A7V alemão. Os tratores Holt foram também a origem das futuras máquinas sobre lagartas Caterpillar.

### Lagartas Kégresse
O mecânico francês Adolph Kégresse - responsável pelas garagens do csar Nicolau II da Rússia - desenvolveu um sistema de rastros do tipo semi-lagarta, com o qual equipou vários automóveis do csar a partir de 1911. O seus sistema ficou conhecido como "lagarta Kégresse". A partir de 1916, a fábrica russa Putilov desenvolveu um modelo de veículo militar, com base no carro blindado Austin, ao qual foi aplicado um sistema de semi-lagarta inspirado no de Kégresse.

### Osautochenillese osautoneiges
Nas décadas de 1920 e de 1930, foram realizadas muitas experiências com semi-lagartas civis. A Citroën, sob a direção técnica de Adolphe Kégresse - regressado à França - e de Jacques Hinstin, desenvolveu vários semi-lagartas conhecidos por "autochenilles" ("autolagartas" em francês), patrocinando uma série de expedições que os levaram a atravéssar os desertos do Norte de África e da Ásia Central. Os autochenilles seriam estudados pelo Exército dos EUA, levando ao projeto do semi-lagarta M2.
Na década de 1930, com o pensamento no gelo e na neve do Canadá, Joseph-Armand Bombardier desenvolveu os autoneiges ("autoneves" em francês), que consistiam em semi-lagartas com capacidade para sete ou 12 passageiros. Os autoneiges foram o início do que seria a Bombardier, sendo veículos com lagartas de tração atrás e esquis de direção à frente. Os esquis poderiam ser substituídos por rodas no Verão, mas isto era incomum.

### Semi-lagartas da Segunda Guerra Mundial
Os semi-lagartas foram usado extensivamente durante a Segunda Guerra Mundial, sobretudo pelos Alemães  - com os seus Halbkettenfahrzeug SdKfz 11, SdKfz 250 e SdKfz 251 - e pelos Norte-Americanos - com os seus half-tracks M2 e M3. Os semi-lagartas foram empregues sobretudo como blindados de transporte de pessoal, como reparos autopropulsados de armas antiaéreas e anticarro, como porta-morteiros, como tratores de artilharia e em outras funções. Os alemães também usaram a Kettenkrad - um pequeno semi-lagartas com a roda frontal de uma motocicleta - para rebocar pequenas peças de artilharia e para outros usos.
Depois da Segunda Guerra Mundial, os semi-lagartas foram caindo em desuso, não sendo desenvolvidos novos projetos de importância significativa. As suas funções foram assumidas por veículos totalmente sobre rodas ou totalmente sobre lagartas.
No entanto, um número significativo de semi-lagartas da época da Segunda Guerra Mundial foi ainda usado em combate pela França, na Guerra da Indochina e na Guerra da Argélia e por Israel nos vários conflitos com os países árabes. Até muito recentemente, Israel ainda mantinha em serviço algumas centenas de semi-lagartas, usando-os sobretudo em funções não combatentes.